# UFC Live: Jones vs. Matyushenko
UFC Live:Matyushenko vs. Jones  è stato un evento di arti marziali miste tenuto dalla Ultimate Fighting Championship il 1º agosto 2010.  Originariamente l'evento avrebbe dovuto avere luogo all'EnergySolutions Arena a Salt Lake City, Utah, ma l'UFC fu costretta a trasferire l'evento a causa delle basse vendite di biglietti. Il 14 giugno 2010 l'evento fu spostato a San Diego, California presso la San Diego Sports Arena. L'evento fu il secondo dell'UFC trasmesso su Versus; il primo fu UFC Live: Vera vs. Jones.

## Background
Jim Miller e Gleison Tibau avrebbero dovuto affrontarsi a questo evento ma l'incontro fu spostato a UFC Fight Night 22.
L'evento fece registrare 991.000 spettatori su Versus.

## Risultati

### Card preliminare
- Incontro categoria Pesi Medi:  Rob Kimmons contro  Steve Steinbeiss

Kimmons sconfisse Steinbess per decisione unanime (29–28, 29–28, 29–28).
- Incontro categoria Pesi Leggeri:  Darren Elkins contro  Charles Oliveira

Oliveira sconfisse Elkins per sottomissione (armbar) a 0:41 del primo round.
- Incontro categoria Pesi Medi:  Brian Stann contro  Mike Massenzio

Stann sconfisse Massenzio per sottomissione (strangolamento triangolare) a 3:10 del terzo round.
- Incontro categoria Pesi Mediomassimi:  James Irvin contro  Igor Pokrajac

Pokrajac sconfisse Irvin per sottomissione (strangolamento da dietro) a 2:29 del primo round.
- Incontro categoria Catchweight (172 lb):  DaMarques Johnson contro  Matthew Riddle

Riddle sconfisse Johnson per KO Tecnico (pugni) a 4:29 del secondo round.
- Incontro categoria Pesi Leggeri:  Paul Kelly contro  Jacob Volkmann

Volkmann sconfisse Kelly per decisione unanime (30–27, 30–27, 30–27).

### Card principale
- Incontro categoria Pesi Leggeri:  Tyson Griffin contro  Takanori Gomi

Gomi sconfisse Griffin per KO (pugno) a 1:04 del primo round.
- Incontro categoria Pesi Welter:  John Howard contro  Jake Ellenberger

Ellenberger sconfisse Howard per KO Tecnico (stop medico) a 2:21 del terzo round.
- Incontro categoria Pesi Medi:  Yushin Okami contro  Mark Muñoz

Okami sconfisse Muñoz per decisione divisa (29–28, 28–29, 29–28).
- Incontro categoria Pesi Mediomassimi:  Jon Jones contro  Vladimir Matyushenko

Jones sconfisse Matyushenko per KO Tecnico (gomitate) a 1:52 del primo round.

## Premi
Ai vincitori sono stati assegnati 40.000$ per i seguenti premi:
- Fight of the Night:  Brian Stann contro  Mike Massenzio
- Knockout of the Night:  Takanori Gomi
- Submission of the Night:  Charles Oliveira